# The Indian Maid's Elopement
The Indian Maid's Elopement est un film muet américain réalisé par Thomas H. Ince et sorti en 1912.

## Fiche technique
- Réalisation : Thomas H. Ince
- Durée : 10 minutes
- Date de sortie :
  - États-Unis : 5 janvier 1912

## Distribution
- Francis Ford
- Ann Little